# Shuangma
Shuangma (kinesiska: 双马, 双马镇) är en köping i Kina. Den ligger i provinsen Hunan, i den södra delen av landet, omkring 40 kilometer söder om provinshuvudstaden Changsha. Antalet invånare är 18375. Befolkningen består av 8 667 kvinnor och 9 708 män. Barn under 15 år utgör 13,0 %, vuxna 15-64 år 77 %, och äldre över 65 år 9,0 %.
Genomsnittlig årsnederbörd är 1 875 millimeter. Den regnigaste månaden är maj, med i genomsnitt 330 mm nederbörd, och den torraste är oktober, med 39 mm nederbörd.